# 24918 Tedkooser
24918 Tedkooser este un asteroid din centura principală de asteroizi.

## Descriere
24918 Tedkooser este un asteroid din centura principală de asteroizi. A fost descoperit pe 10 martie 1997 la Lime Creek de Robert Linderholm. Asteroidul prezintă o orbită caracterizată de o semiaxă mare de 2,28 ua, o excentricitate de 0,17 și o înclinație de 7,5° în raport cu ecliptica.